# Igor Mitreski
Igor Mitreski (in macedone Игор Митрески?; Struga, 19 febbraio 1979) è un ex calciatore macedone, di ruolo difensore.

## Carriera

### Club
Durante la sua carriera ha giocato con numerose squadre di club, tra cui anche lo Spartak Mosca, con cui conta 120 presenze.

### Nazionale
Conta numerose presenze con la nazionale macedone.

## Palmarès

### Club

#### Competizioni nazionali
- Campionato azero: 1

Neftchi Baku: 2012-2013
- Coppa d'Azerbaigian: 1

Neftchi Baku: 2012-2013